# Boloki jezik
Boloki jezik (ISO 639-3: bkt; baloki, boleki, buluki, river ruki), nigersko-kongoanski jezik iz DR Konga, u provinciji Equateur, kojm govori oko 4 200 ljudi na obje obale rijeke Congo uzvodno od Mbandaka. Podklasificiran je podskupini lusengo, šira skupina bangi-ntomba (C.40), sjeverozapadni bantu jezici u zoni C.
Potiskuje ga jezik lingala [lin]; latinično pismo.

## Vanjske poveznice
- Ethnologue (14th)
- Ethnologue (15th)